# Okayamalite
L'okayamalite est un minéral de la classe des silicates, qui appartient au groupe de la mélilite. Il est nommé d'après la préfecture d'Okayama, au Japon, où se trouve sa localité type.

## Caractéristiques
L'okayamalite est un silicate de formule chimique Ca2B(BSiO7). Elle a été approuvée comme espèce valide par l'Association internationale de minéralogie en 1997. Elle cristallise dans le système tétragonal. Sa dureté sur l'échelle de Mohs est de 5,5.

## Classification
Selon la classification de Nickel-Strunz, l'okayamalite appartient à "09.BB - Structures de sorosilicates, groupes Si2O7, sans anions non tétraédriques ; cations en coordination tétraédrique [4] et supérieure", avec les minéraux suivants : åkermanite, cebollite, gehlénite, gugiaïte, hardystonite, jeffreyite, alumoåkermanite, barylite, clinobarylite et andrémeyerite.

## Formation et gisements
Elle a été découverte dans la mine Fuka, près de la ville de Takahashi de la préfecture d'Okayama, dans la région du Chūgoku, au Japon. Elle a également été décrite dans les mines de fer d'Arendal, dans le comté d'Aust-Agder en Norvège. Ce sont les deux seuls endroits où a été trouvée cette espèce minérale.